# Little Meadows
Little Meadows é um distrito localizado no estado norte-americano de Pensilvânia, no Condado de Susquehanna.

## Demografia
Segundo o censo norte-americano de 2000, a sua população era de 290 habitantes.
Em 2006, foi estimada uma população de 289, um decréscimo de 1 (-0.3%).

## Geografia
De acordo com o United States Census Bureau tem uma área de
5,9 km², dos quais 5,9 km² cobertos por terra e 0,0 km² cobertos por água. Little Meadows localiza-se a aproximadamente 501 m acima do nível do mar.

## Localidades na vizinhança
O diagrama seguinte representa as localidades num raio de 20 km ao redor de Little Meadows.